# SDSS J151506.11+443648.3
| SDSS J151506.11+443648.3                                | SDSS J151506.11+443648.3 |
| ------------------------------------------------------- | ------------------------ |
| Beobachtungsdaten Äquinoktium: J2000.0, Epoche: J2000.0 |                          |
| Sternbild                                               | Bootes                   |
| Rektaszension                                           | 15h 15m 06,1s            |
| Deklination                                             | +44° 36′ 48″             |
| Helligkeit (J-Band)                                     | (16,54 ± 0,03) mag       |
| Spektralklasse                                          | L7.5 ± 1.5               |
| Katalogbezeichnungen                                    |                          |
| 2MASS J15150607+4436483                                 |                          |

SDSS J151506.11+443648.3 ist ein L-Zwerg im Sternbild Bootes. Aufgrund von Beobachtungen im nahen Infrarot wurde das Objekt in einer groben Abschätzung der Spektralklasse L7.5 zugeordnet. SDSS J151506.11+443648.3 wurde durch die Analyse von Daten des Sloan Digital Sky Survey (SDSS) in einer im Jahr 2006 veröffentlichten Untersuchung von Chiu et al. als L-Zwerg identifiziert.